# Proyecto Habakkuk

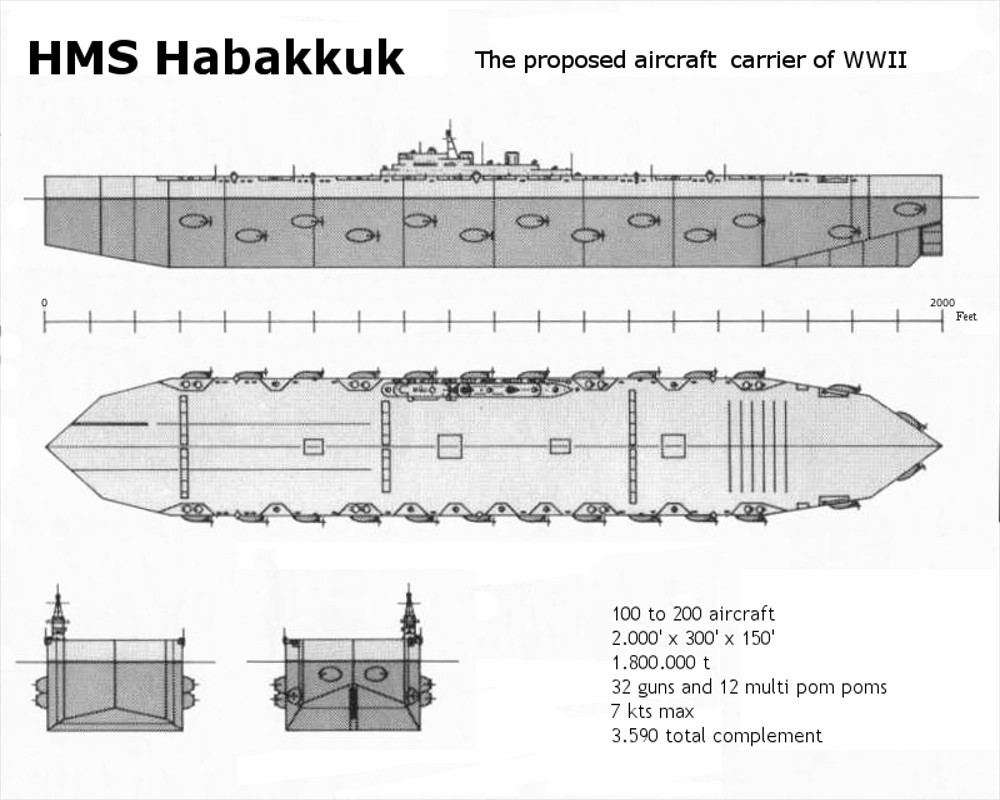
Dimensiones de lo que podría haber sido el portaviones ideado en el Proyecto Habakkuk. Su pista de aterrizaje alcanzaba los 600 m de longitud.

El Proyecto Habakkuk o Habbakuk (la ortografía varía en ocasiones) fue un plan ideado por los británicos durante la Segunda Guerra Mundial para construir un portaviones gigante, diseñado con un casco relleno de un gran espesor de pykrete (una mezcla de hielo y pulpa de madera), lo que en teoría lo convertiría en prácticamente insumergible. El propósito de esta inusual embarcación era ser utilizada como una base aérea flotante contra los submarinos alemanes en el Atlántico medio, en la zona situada en ese momento más allá del alcance de la cobertura de los aviones con base terrestre. La idea vino de Geoffrey Pyke, que trabajaba para el Cuartel General de Operaciones Combinadas.
Después de las prometedoras pruebas a escala reducida y de la creación de un prototipo en un lago en Alberta (Canadá), el proyecto se archivó debido a los crecientes costos, a los requisitos técnicos adicionales, y a la disponibilidad de aeronaves de más largo alcance y de portaaviones de escolta que cerraron la brecha en el Atlántico medio.

## Origen de la idea
Geoffrey Pyke era un viejo amigo de J. D. Bernal y había sido recomendado a Lord Mountbatten, Jefe de Operaciones Combinadas, por el ministro del Gabinete, Leopold Amery. Pyke trabajaba junto a Bernal en la sede de Operaciones Combinadas, y Mountbatten lo consideraba un genio.
La idea del Proyecto Habakkuk fue concebida por Pike mientras estaba en los Estados Unidos organizando la producción de vehículos militares sobre cadenas para desplazarse sobre la nieve (los M29 Weasel integrados en el Proyecto Plough, un plan para armar unidades de élite para operaciones de invierno en Noruega, Rumania y los Alpes italianos). Pike había estado considerando la cuestión de la cobertura aérea necesaria para proteger los convoyes del Atlántico fuera del alcance de los aviones con base en tierra, y llegó a la conclusión de que el principal problema era que el acero y el aluminio necesarios para construir un gran aeródromo flotante eran escasos y se requerían para otros fines. Decidió que la respuesta era el hielo, que podía fabricarse con solo el 1% de la energía necesaria para fabricar una masa equivalente de acero. Propuso que un iceberg, natural o artificial, se nivelase para proporcionar una pista de aterrizaje, excavándose en el hielo hangares para albergar los aviones. 
Desde Nueva York, Pyke envió la propuesta a la Oficina de Operaciones Combinadas a través de una valija diplomática, con una etiqueta que prohibía que cualquier persona, aparte de Mountbatten, abriera el sobre. Mountbatten, a su vez, pasó la propuesta de Pyke a Churchill, quien se entusiasmó con la idea.
Pyke no fue el primero en sugerir una pista de aterrizaje flotante en el océano para los aviones, y ni siquiera fue el primero en sugerir que una isla flotante podría estar hecha de hielo. Un científico alemán, el Dr. A. Gerke de Waldenburg, propuso la idea y realizó algunos experimentos preliminares en el lago de Zúrich en 1930. La idea era recurrente: en 1940, una idea similar para utilizar una isla de hielo circuló en el entorno del Almirantazgo, pero fue tratada como una broma por parte de los oficiales, incluido el ingeniero y novelista Nevil Shute, que hizo circular un memorando que reunía cada vez más comentarios cáusticos. Este documento tuvo que ser recuperado justo antes de que llegara a la bandeja de entrada del Primer lord del Mar.

### Nombre del proyecto
Habakkuk (Habacuc en español) es el nombre de un profeta menor, al que se le atribuye el Libro de Habacuc. Tradicionalmente figura como el texto número 42 de los 46 escritos que forman el Antiguo Testamento en las Biblias cristianas. El nombre es una referencia al ambicioso objetivo del proyecto, coincidente con uno de los versículos del libro: "He aquí, vosotros entre las naciones, y ved, y asombraos porque haré una obra en vuestros días, que no creeréis, a pesar de lo que se os diga." (Libro de Habacuc 1:5) 
David Lampe, en su libro, "Pyke, the Unknown Genius" (Pyke, el genio desconocido), afirma que el nombre se deriva del Cándido de Voltaire. Sin embargo, la palabra en realidad no aparece en ese texto, por lo que probablemente la historia sea inexacta.

### Ortografía
El nombre en clave del proyecto a menudo se escribía incorrectamente en los documentos oficiales con la grafía Habbakuk en aquel entonces. Este puede haber sido un error de Pyke, ya que al menos un documento antiguo aparentemente escrito por él (aunque sin firma) lo deletrea de esta manera. Sin embargo, las publicaciones de posguerra realizadas por personas interesadas en el proyecto, como Perutz y Goodeve, restauran la ortografía adecuada, con una "b" y tres "k".

## Desarrollo de la idea

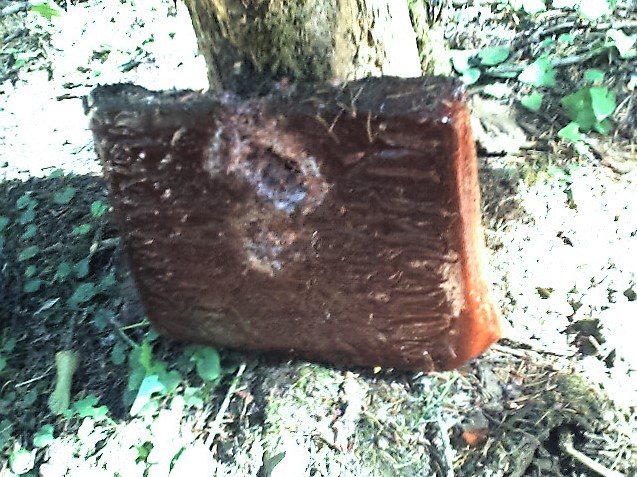
Un bloque de pykrete

A principios de 1942, Pyke y Bernal llamaron a Max Perutz para determinar si se podía construir una nave de hielo lo suficientemente grande como para soportar las condiciones del Atlántico, y hacerlo lo suficientemente rápido. Perutz señaló que los icebergs naturales tienen una superficie muy pequeña sobre el agua para instalar una pista de aterrizaje y son propensos a volcarse repentinamente. El proyecto habría sido abandonado si no hubiera sido por la invención del pykrete, una mezcla de agua y pulpa de madera que cuando se congelaba era más fuerte que el hielo sin aditivos, se fundía más lentamente y no se hundía. Desarrollado por su grupo del gobierno, lleva el nombre de Pyke. Se ha sugerido que Pyke se inspiró en los trineos de los inuit, reforzados con musgo. Esto es probablemente apócrifo, ya que el material fue descrito originalmente en un artículo de Mark y Hohenstein, publicado en Brooklyn.
El pykrete podría mecanizarse como la madera y moldearse en formas como el metal, y cuando se sumergía en agua formaba una capa aislante de pulpa de madera húmeda en su superficie que protegía su interior de una mayor fusión. Sin embargo, Perutz encontró un problema: el hielo fluye lentamente, en lo que se conoce como flujo plástico, y sus pruebas mostraron que un barco de pykrete se iría deformando progresivamente a menos que se enfriase a −16 grados Celsius (3,2 °F). Para lograr esto, la superficie de la nave tendría que estar protegida por un aislamiento, y necesitaría una planta de refrigeración y un complejo sistema de conductos para la circulación de la salmuera.
Perutz procedió a realizar experimentos sobre la viabilidad del pykrete y su composición óptima en un lugar secreto, situado debajo del Mercado de Carne de Smithfield￼￼, en la Ciudad de Londres. La investigación se llevó a cabo en una cámara frigorífica para almacenar carne, detrás de una pantalla protectora de piezas de animales congeladas.

### Modelo a escala
Se tomó la decisión de construir un modelo a escala en el Parque nacional Jasper en Canadá, con el fin de examinar las técnicas de aislamiento y refrigeración, y ver cómo el pykrete resistiría los disparos de la artillería y los explosivos. Se produjeron grandes bloques de hielo en el Lago Louise, Alberta, y se construyó un pequeño prototipo de embarcación en Patricia Lake, Alberta, que medía solo 60 por 30 pies (18 metros por 9 metros), pesaba 1000 toneladas y se mantenía congelado gracias a un motor de un caballo de potencia. El trabajo fue realizado por objetores de conciencia, que desempeñaban varios tipos de servicios alternativos en lugar del servicio militar. Nunca se les dijo lo que estaban construyendo. Bernal informó a la Oficina de Operaciones Combinadas que los canadienses estaban construyendo un modelo de 1000 toneladas, y que se esperaba que ocho hombres tardarían catorce días en construirlo. El Jefe de Operaciones Combinadas (CCO, por sus siglas en inglés) respondió que Churchill había convocado al Comité de Jefes de Estado Mayor, para que se encargara el pedido de un barco completo con la mayor prioridad, y que se ordenaran más barcos de inmediato si se llegaba a la conclusión de que el sistema tenía el éxito asegurado. 
Los canadienses confiaban en construir un barco para 1944. Tenían los materiales necesarios disponibles en forma de 300.000 toneladas de pulpa de madera, 25.000 toneladas de aislamiento de tableros de fibra, 35.000 toneladas de madera y 10.000 toneladas de acero. El costo se estimó en unas 700.000 libras.
Mientras tanto, Perutz había determinado a través de sus experimentos en el Mercado de Smithfield que las propiedades estructurales óptimas se conseguían con una mezcla del 14 por ciento de pulpa de madera y del 86 por ciento de agua. Escribió a Pyke a principios de abril de 1943 y señaló que si ciertas pruebas no se completaban en mayo, no habría posibilidad de entregar un barco completo en 1944. 
En mayo, el problema de la fluencia se había agravado y era obvio que se necesitaría más refuerzo de acero, así como un recubrimiento aislante más efectivo alrededor del casco del navío. Esto causó que el costo estimado aumentara a 2,5 millones de libras. Además, los canadienses habían decidido que no era viable intentar materializar el proyecto en "la temporada siguiente". Bernal y Pyke se vieron obligados a concluir que ningún buque Habakkuk estaría listo en 1944.
Pyke fue excluido de la planificación del proyecto en un esfuerzo por asegurar la participación estadounidense, una decisión que Bernal apoyó. Los desacuerdos anteriores de Pyke con el personal estadounidense sobre el Proyecto Plough, que había provocado su retirada de este proyecto, fueron el factor principal en esta decisión.
Los ingenieros y los arquitectos navales continuaron trabajando en Habakkuk con Bernal y Perutz durante el verano de 1943. Los requisitos para el barco se hicieron más exigentes: tenía que tener un alcance de 7000 millas (11 265 km)   y poder soportar las olas más grandes registradas, y el Almirantazgo quería que fuera a prueba de torpedos, lo que significaba que el casco tenía que tener al menos 40 pies (12 m) de espesor. El Fleet Air Arm decidió que los bombarderos pesados deberían poder despegar de él, lo que significaba que la cubierta tenía que medir 2000 pies (610 m) de largo. La dirección también planteaba problemas; inicialmente se proyectó que la nave sería dirigida variando la velocidad de los motores en cada lado, pero la Royal Navy decidió que un timón era esencial. Sin embargo, el problema de montar y controlar un timón desde una altura de 100 pies (30 m) nunca se resolvió.
Los arquitectos navales produjeron tres versiones alternativas del concepto original de Pyke, que se discutieron en una reunión con los Jefes de Estado Mayor en agosto de 1943: 
- Habakkuk I (pronto descartado) habría sido hecho de madera.
- Habakkuk II era el más cercano al modelo de la Oficina de Operaciones y habría sido un casco autopropulsado muy grande y muy lento, hecho de pykrete con refuerzo de acero. Su tamaño habría alcanzado una longitud de 1200 metros y un ancho de 180 metros.[15]
- Habakkuk III era una versión más pequeña y rápida de Habakkuk II.

|  |  |

El Jefe del Aire, el mariscal de campo Portal, preguntó sobre el daño potencial causado por una bomba lanzada sobre el Habakkuk III, y Bernal sugirió que podría arrancar una cierta superficie de la cubierta, pero que podría repararse con algún tipo de estera flexible. Sería más difícil lidiar con los orificios de las bombas en la parte central, aunque el techo sobre los hangares de los aviones se haría a prueba de bombas de 1000 kg. Bernal consideró que no era posible saber si Habakkuk II era una propuesta práctica hasta que se pudiera completar y probar un modelo a gran escala en Canadá en la primavera de 1944. No tenía dudas sobre la idoneidad del pykrete como material, pero afirmó que "quedaban por superar las dificultades de construcción y de navegación".
El diseño final del Habakkuk II dio al "bergship" (-mezcla de iceberg y barco-, como se le llamaba) un desplazamiento de 2,2 millones de toneladas. Los turbogeneradores de vapor debían suministrar 33.000 CV para alimentar 26 motores eléctricos, e iban montados en góndolas externas separadas del casco (los motores internos normales habrían generado demasiado calor para una nave de hielo). Su armamento habría incluido 40 torretas dobles de 4,5" DP (de doble propósito) y numerosos cañones antiaéreos ligeros, y habría albergado una pista de aterrizaje y hasta 150 bombarderos o cazas bimotores.

## Incidente del disparo
Según algunos informes, en la Conferencia de Quebec de 1943, Lord Mountbatten se presentó con un bloque de pykrete para demostrar su potencial a los almirantes y generales que acompañaban a Winston Churchill y a Franklin D. Roosevelt. Mountbatten entró a la reunión del proyecto con dos bloques helados y los colocó en el suelo. Uno de ellos era un bloque de hielo normal y el otro era de pykrete. Luego sacó su pistola reglamentaria y disparó al primer bloque. Se hizo añicos y se astilló. A continuación disparó al bloque de pykrete para dar una idea de la resistencia a los proyectiles de ese tipo de hielo. La bala rebotó en el bloque, rozó la pernera del pantalón del almirante Ernest King y terminó en la pared. 
Los diarios de Sir Alan Brooke apoyan este relato, dando cuenta de cómo Mountbatten llegó con dos bloques, uno de hielo y otro de pykrete. Después de disparar contra el hielo, advirtiendo del peligro de las astillas desprendidas, Mountbatten dijo: "Ahora dispararé en el bloque de la derecha para mostrarles la diferencia". Brooke comentó que "la bala rebotó en el bloque y zumbó alrededor de nuestras piernas como una abeja enfurecida". 
Max Perutz dio cuenta de un incidente similar en su libro I Wish I Made You Angry Earlier. Un oficial naval, el Teniente Comandante Douglas Grant, realizó una demostración del pykrete en el Cuartel General de Operaciones Combinadas (COHQ). Perutz le había proporcionado barras de hielo y de pykrete empacadas con hielo seco en termos y una serie de grandes bloques de hielo y de pykrete. Grant comparó su resistencia disparando balas a ambos bloques: el hielo se hizo añicos, pero la bala rebotó en el pykrete y golpeó al Jefe del Estado Mayor Imperial Sir Alan Brooke en el hombro, aunque no resultó herido.

## Final del proyecto
En el momento de la Conferencia de Quebec de 1943, el proyecto Habakkuk se había ganado el apoyo de Churchill y de Mountbatten, y fue asignado al Consejo Nacional de Investigación del Canadá debido a los fríos inviernos canadienses y a la familiaridad previa de los canadienses con la física del hielo. El pequeño prototipo construido en 1944 en un lago cerca de Jasper, Alberta, confirmó el pronóstico de los investigadores de que la embarcación de tamaño completo costaría más dinero y maquinaria que toda una flota de portaaviones convencionales. El presidente del Instituto de Investigación, C.J. Mackenzie, dijo más tarde que los promotores británicos del Habakkuk estaban tan intimidados por el primer ministro Churchill, que le ocultaron esta información hasta la siguiente visita de los canadienses a Gran Bretaña. Mountbatten posteriormente enumeraría varias circunstancias que obraron en contra del proyecto:
- La demanda de acero para otros fines era demasiado grande.
- Se había recibido permiso de Portugal para utilizar aeródromos en las Azores, lo que facilitó la caza de submarinos en el Atlántico.
- La introducción de depósitos de combustible de largo alcance permitió a los aviones con base en Gran Bretaña el tiempo extra necesario para patrullar sobre el Atlántico.
- Se estaba incrementando el número de portaaviones de escolta.

Además, el propio Mountbatten se retiró del proyecto. 
La reunión final de la junta del proyecto Habakkuk se llevó a cabo en diciembre de 1943. Se concluyó oficialmente que "El gran Habbakuk II hecho de pykrete no es práctico, debido a los enormes recursos de producción requeridos y a las dificultades técnicas involucradas". 
En realidad, el uso de hielo había estado cayendo en desgracia desde bastante antes, y se habían considerado otras ideas para construir "islas flotantes", como soldar varios cargueros de la clase Liberty o embarcaciones de aterrizaje (Proyecto TENTACLE). Se necesitaron tres veranos calurosos para derretir completamente el prototipo construido en Canadá. 
Perutz escribió que se quedó en Washington D. C. mientras que los ingenieros de la Marina de los EE. UU. evaluaban la viabilidad del Habakkuk. Concluyó: "La Marina de los Estados Unidos finalmente decidió que Habakkuk era un falso profeta. Una de las razones fue [que] la enorme cantidad de acero necesaria para la planta de refrigeración que debía congelar el pykrete era mayor que la necesaria para construir todo el soporte contenedor de acero, pero el argumento crucial fue que el rápido aumento del alcance de las aeronaves con bases terrestres hacía innecesarias las islas flotantes".

## Críticas
El diseño de Habakkuk recibió varias críticas, en particular de Charles Goodeve, asistente del contralor de Investigación y Desarrollo para el Almirantazgo durante la Segunda Guerra Mundial. En un artículo publicado después de la guerra, Goodeve señaló que la gran cantidad de pulpa de madera que se requeriría era suficiente para afectar significativamente a la producción de papel. También afirmó que cada barco requeriría 40.000 toneladas de aislamiento de corcho, miles de millas de tubería de acero para la circulación de salmuera y cuatro estaciones de energía, pero que pese a todos estos recursos (algunos de los cuales podrían usarse para fabricar barcos convencionales con poder de combate más efectivo), Habakkuk sería capaz de viajar a tan solo seis nudos de velocidad. Su artículo también contenía extensos comentarios burlones sobre las propiedades del hielo utilizado para la construcción de barcos.

## Recreaciones recientes
En el episodio del 15 de abril de 2009 del programa de televisión estadounidense MythBusters, Jamie Hyneman y Adam Savage construyeron un pequeño bote con una versión modificada del pykrete, utilizando hojas enteras de periódico en lugar de pulpa de madera. Navegaron con éxito en aguas de Alaska a una velocidad de 25 millas por hora (40 km/h) e inferieron que sería posible construir un barco de pykrete. También llegaron a la conclusión de que este material estaba a la altura de sus supuestas propiedades de resistencia a las balas, que era más fuerte que el hielo y que tardaba más tiempo en derretirse. Sin embargo, expresaron sus dudas de que un portaaviones hecho de pykrete pudiera haber sobrevivido por mucho tiempo. La conclusión fue "Plausible, pero ridícula".
En septiembre de 2010, el programa de la BBC Bang Goes The Theory también intentó recrear un barco de este tipo. Se congeló un casco de pykrete fabricado utilizando 5000 kg de fibra de cáñamo en un almacén frigorífico, y se botó en el puerto de Portsmouth para realizar una travesía planificada entre Solent y Cowes. El casco inmediatamente comenzó a gotear debido a los orificios que se habían cortado en su parte trasera para montar un motor fueraborda.

## Legado
En 2019, la arqueóloga subacuática Susan Langley declaró al diario The Times que los reiterados actos vandálicos perpetrados contra los restos sumergidos del prototipo a escala del Habakkuk construido en Canadá, amenazaban con acabar con los vestigios de tan singular proyecto.

## Lecturas relacionadas
- Perutz, M. F. (1948). «A Description of the Iceberg Aircraft Carrier and the Bearing of the Mechanical Properties of Frozen Wood Pulp upon Some Problems of Glacier Flow». The Journal of Glaciology 1 (3): 95-104.
- Gold, L W (1993). The Canadian Habbakuk Project: a Project of the National Research Council of Canada. Cambridge, UK: International Glaciological Society. ISBN 0-946417-16-4.  Gold, L W (1993). The Canadian Habbakuk Project: a Project of the National Research Council of Canada. Cambridge, UK: International Glaciological Society. ISBN 0-946417-16-4.  Gold, L W (1993). The Canadian Habbakuk Project: a Project of the National Research Council of Canada. Cambridge, UK: International Glaciological Society. ISBN 0-946417-16-4.
- Cross, L D (2012). Habbakuk: A Secret Ship Made of Ice. British Columbia, Canada: Heritage House Publishing Co Ltd. ISBN 978-1-927051-47-4.  Cross, L D (2012). Habbakuk: A Secret Ship Made of Ice. British Columbia, Canada: Heritage House Publishing Co Ltd. ISBN 978-1-927051-47-4.  Cross, L D (2012). Habbakuk: A Secret Ship Made of Ice. British Columbia, Canada: Heritage House Publishing Co Ltd. ISBN 978-1-927051-47-4.